# Ollada
L'ollada és un guisat de patates, mongetes i cols o naps, considerada el plat més típic i tradicional de la Catalunya del Nord junt amb les boles de picolat i la caragolada. La dita tan reiterada l'ollada, ben porquejada indica quin n'és l'ingredient fonamental, el porc, amb les verdures del temps. Al Vallespir hi solien afegir ordi. Com l'olha aranesa, es menja tot barrejat, sense destriar-hi el brou per a fer-ne sopa, com se sol fer amb l'escudella, i sol ser força més espessa. Hom hi afegeix llesques de pa negre o pa de sègol.

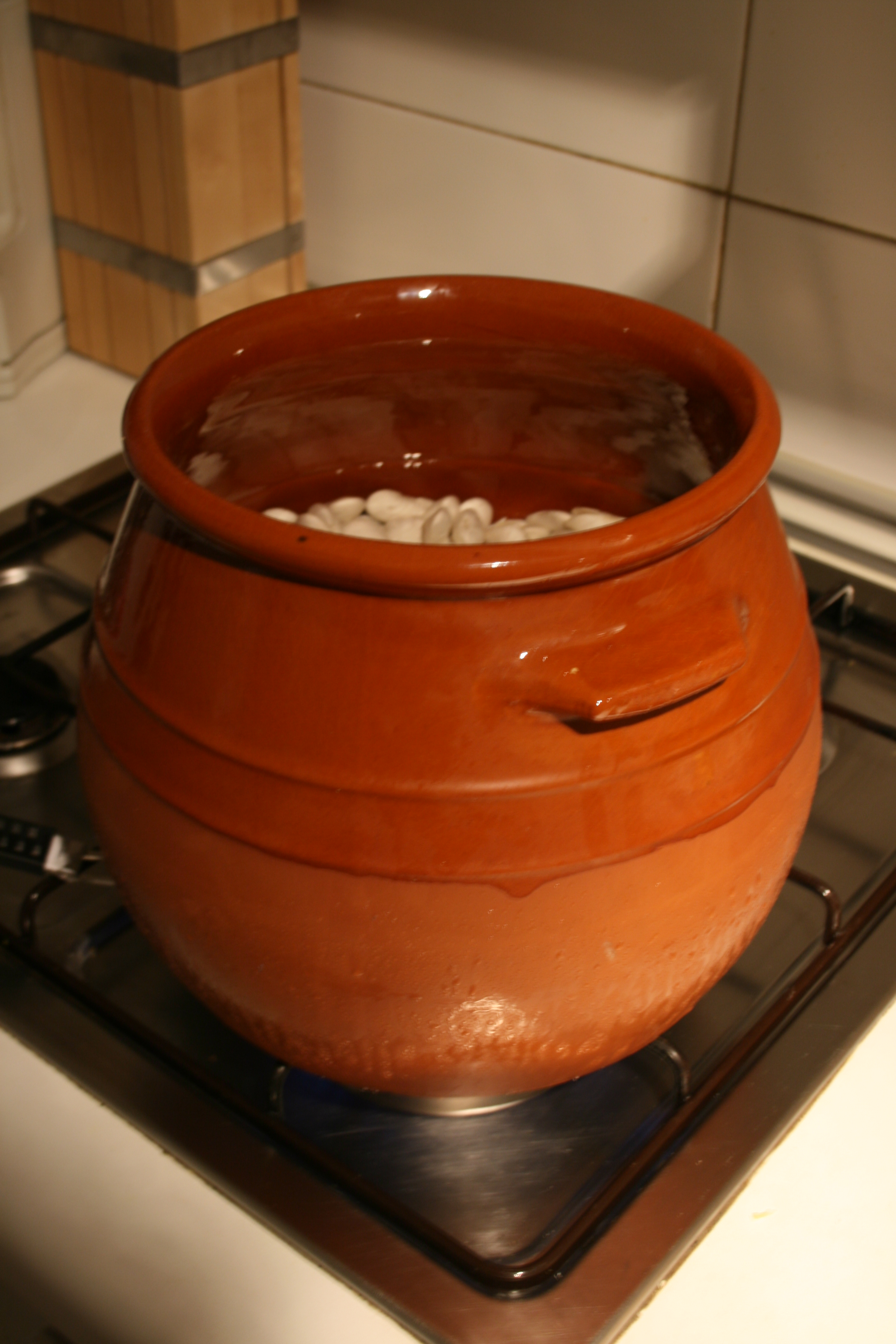
Olleta

## Plats similars
L'ollada podria considerar-se una espècie d'olleta ja que com este últim plat és un guisat amb carn de porc o altres animals, llegums i verdures.